# ألان مارشال (كاتب)
ألان مارشال (بالإنجليزية: Alan Marshall)‏ هو كاتب أسترالي، ولد في 2 مايو 1902 في Noorat ‏ في أستراليا، وتوفي في 21 يناير 1984 في ملبورن في أستراليا.

## وصلات خارجية
- ألان مارشال على موقع IMDb (الإنجليزية)
- ألان مارشال على موقع قاعدة بيانات الفيلم (الإنجليزية)